# ジェフリー・アンスワース
ジェフリー・アンスワース（Geoffrey Unsworth, 1914年 - 1978年10月28日）は、イギリス・ロンドン出身の撮影監督。1940年代から活躍し、1972年の『キャバレー』と1979年の『テス』で2度アカデミー撮影賞を受賞している。また、1976年にOBEを授与されている。

## 主な作品
- スージー・ウォンの世界 The World of Suzie Wong (1960)
- ダニー・ケイの替え玉作戦 On the Double (1961)
- スパルタ総攻撃 The 300 Spartans (1962)
- ベケット Becket (1964)
- オセロ Othello (1965)
- ジンギス・カン Genghis Khan (1965)
- 心を繋ぐ6ペンス Half a Sixpence (1967)
- 2001年宇宙の旅 2001: A Space Odyssey (1968)
- マジック・クリスチャン The Magic Christian (1969)
- クロムウェル Cromwell (1970)
- キャバレー Cabaret (1972)
- 不思議の国のアリス Alice's Adventures in Wonderland (1972)
- オリエント急行殺人事件 Murder on the Orient Express (1974)
- 未来惑星ザルドス Zardoz (1974)
- ラッキー・レディ Lucky Lady (1975)
- ピンク・パンサー2 The Return of the Pink Panther (1975)
- ローヤル・フラッシュ Royal Flash (1975)
- 遠すぎた橋 A Bridge Too Far (1977)
- スーパーマン Superman (1978)
- 大列車強盗 The Great Train Robbery (1978)
- テス Tess (1979)
- スーパーマン II/冒険篇 Superman II (1981)